# Calledema plusioides
Calledema plusioides är en fjärilsart som beskrevs av Felder 1874. Calledema plusioides ingår i släktet Calledema och familjen tandspinnare. Inga underarter finns listade i Catalogue of Life.